# ميخائيل ماكورماك
ميخائيل ماكورماك (بالإنجليزية: Michael McCormack)‏ هو محامي وقاضي أمريكي، ولد في 30 يوليو 1939.